# Бурдюк

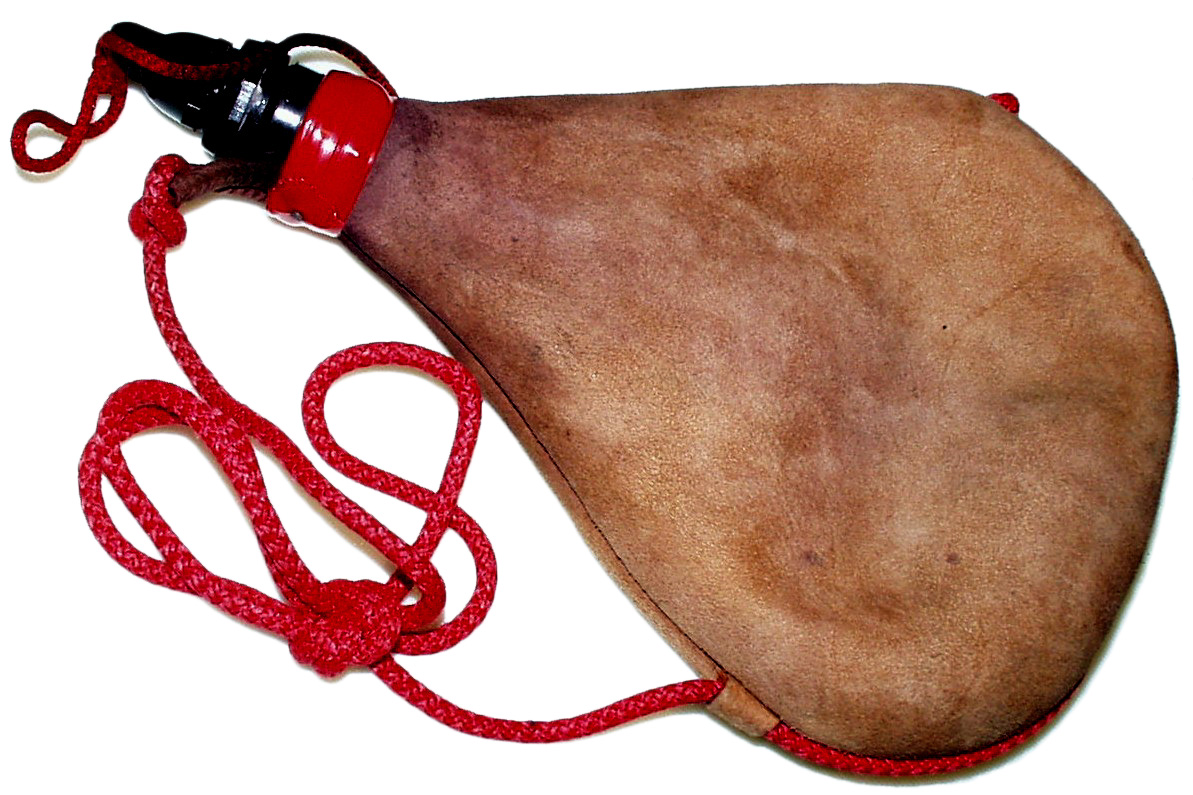
Современный бурдюк заводского производства

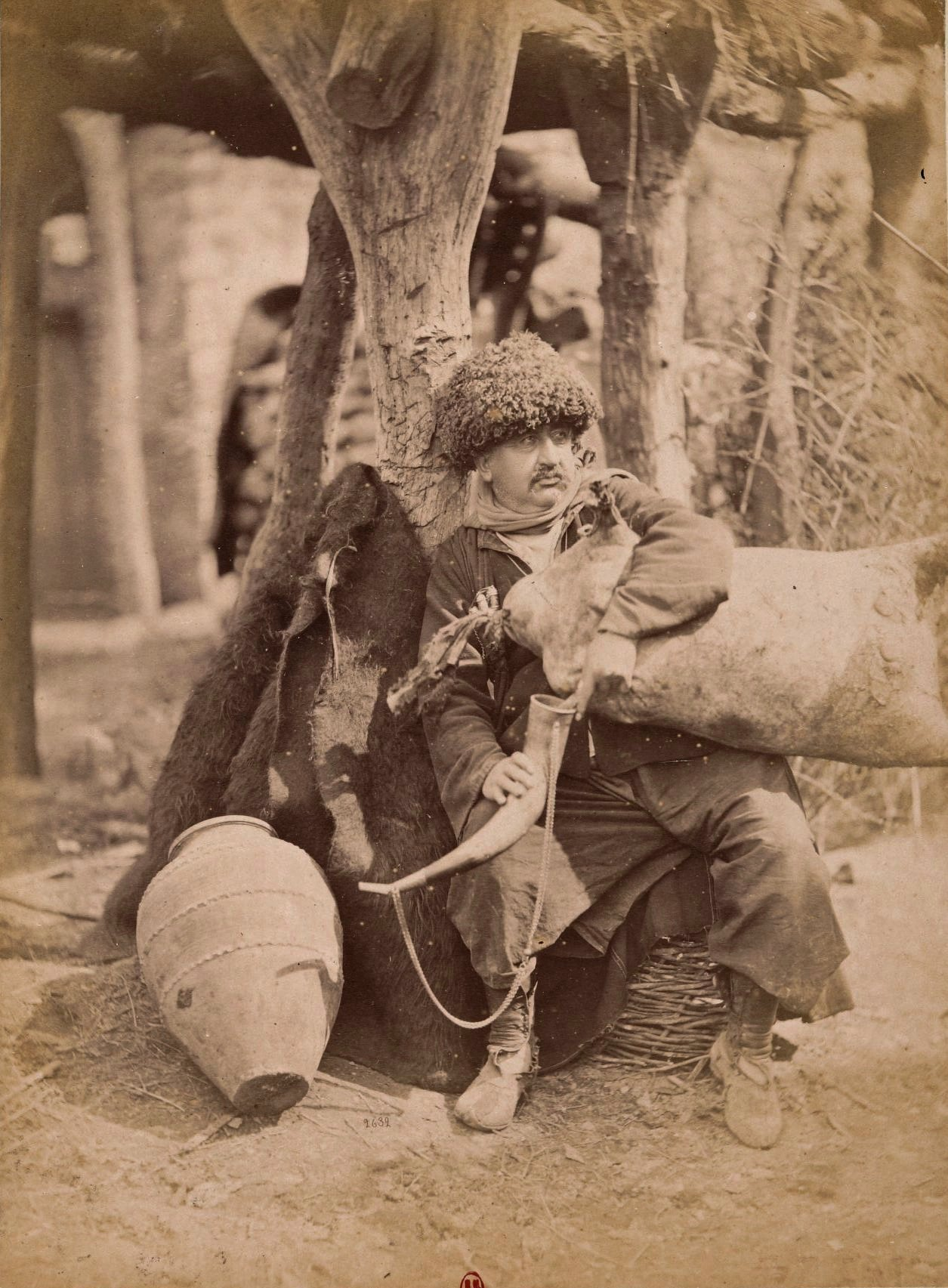
Армянин в Тбилиси использует бурдюк, 1881 год.

Бурдю́к, Саба́, Турсу́к, Мех — мешок из цельной шкуры животного (козы, лошади, овцы и других), предназначен для хранения вина, кумыса и других жидкостей.
Бурдюки распространены с глубокой древности в Испании и в Закавказье, в странах Востока, и у некоторых народов Сибири и Средней Азии. На одном из памятников ассирийского искусства изображена переправа через реку во́йска на бурдюках.
Бурдюк изготавливается из шкуры животного, содранной с него через шейное отверстие без других разрезов. Полученный таким образом цельный кожаный мешок выворачивается шерстью внутрь; кожа снаружи протирается солью, а внутри пропитывается дёгтем, отверстия шеи, ног и другие перевязываются, одна лапка оставляется для вливания жидкости и бурдюк готов к использованию: для наполнения и хранения жидкостей (однако, все известные в настоящее время бурдюки бедуинов, туарегов и берберов эксплуатируются «шерстью наружу» — отсюда следует, что «шерстью внутрь» бурдюк мог находиться лишь на промежуточной стадии изготовления).

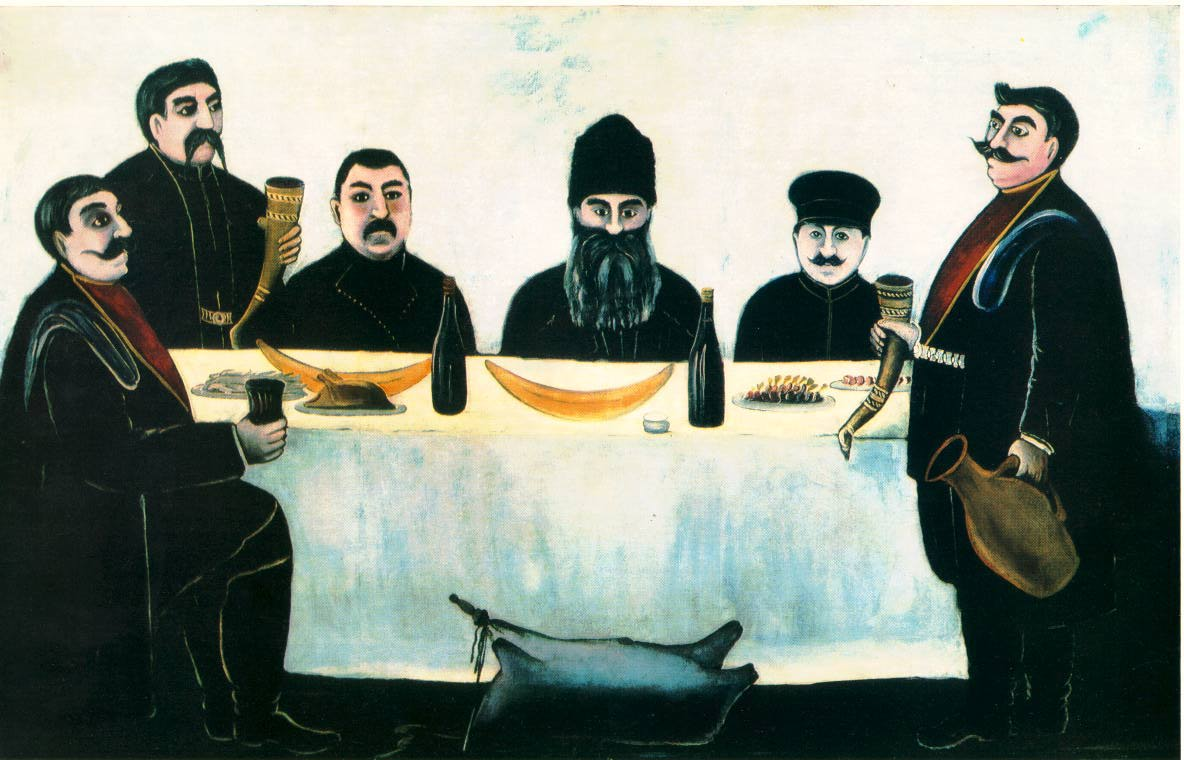
«Кутёж». Картина работы Н. Пиросмани, 1905—1907. В центре внизу — бурдюк с вином.

Большие бурдюки, отличающиеся замечательной прочностью, изготовляются из шкуры буйволов и быков, а бурдючки — из шкуры козлят и ягнят. В старину бурдюк служил, особенно на юге Европы и в азиатских странах, единственным средством для сохранения, а главное для перевозки вина, масла и других жидкостей; но с распространением бондарного промысла его употребление всё более ограничивалось. Имея малый вес и большую вместимость, бурдюк очень удобен для перевозки, особенно вьючной. В бурдюке возят и носят всякие жидкости, начиная от воды и нефти и кончая винами. Ещё в начале XX века главные массы закавказских вин, производимых для местного потребления, перевозились в бурдюках. Бурдюки также использовались как ёмкости для приготовления сыра и сливочного масла.

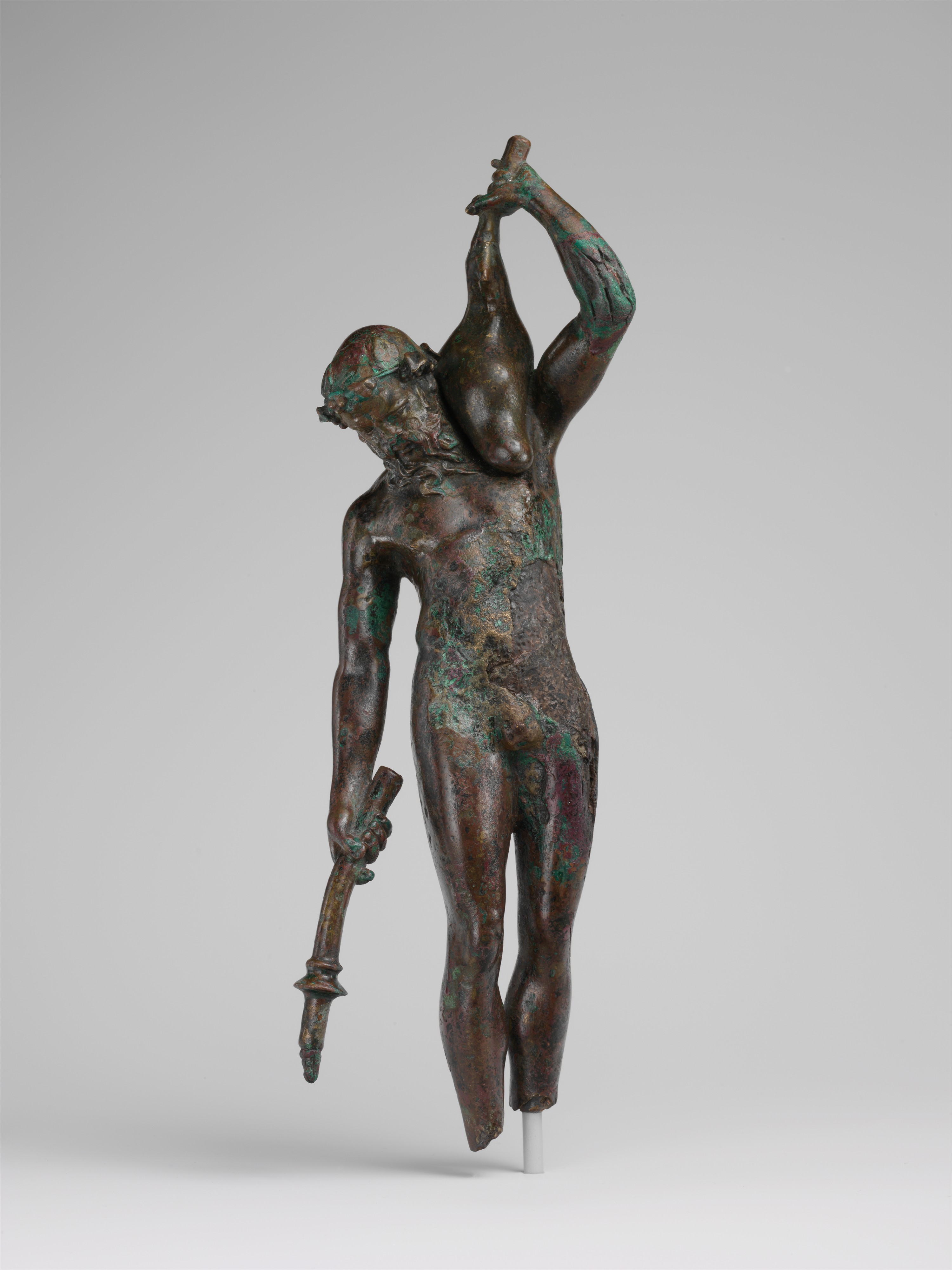
Статуэтка сатира с факелом и бурдюком III-II вв. до н. э.

В военном хозяйстве бурдюки имели некоторое походное значение, когда приходилось быстро сооружать переправы через реки в пустынных местах: надутые воздухом и связанные дощатыми перекладинами и настилкой, они представляют чрезвычайно удобную плавучую платформу для плота или моста. Связанные вместе несколько платформ образуют прочный понтонный мост, через который часто в азиатских войнах России приходилось переправлять войска́ и даже артиллерийские орудия.